# Paul Hübschmann
Paul Hübschmann (* 9. Dezember 1878 in Königsberg i. Pr.; † 2. Oktober 1960 in Pleiserhohn) war ein deutscher Pathologe und Hochschullehrer.

## Leben
Hübschmann studierte Medizin an der Albertus-Universität Königsberg, der Julius-Maximilians-Universität Würzburg und der Ludwig-Maximilians-Universität München. 1903 wurde er in Würzburg zum Dr. med. promoviert. 1909 habilitierte er sich an der Universität Genf für Pathologie. Ab 1911 war er Privatdozent für Allgemeine Pathologie und Pathologische Anatomie an der Medizinischen Fakultät der Universität Leipzig. Dort wurde er 1918 zum nichtplanmäßigen a.o. Professor ernannt. 1923 folgte er dem Ruf der Medizinischen Akademie Düsseldorf. Auf dem Lehrstuhl blieb er 25 Jahre. Wissenschaftlich befasste er sich vor allem mit der Tuberkulose.